# Je te promets (chanson de Zaho)
Pour les articles homonymes, voir Je te promets.
Singles de Zaho
Kif'n'dir
(2008) Boloss
(2012)
Je te promets est une chanson de la chanteuse de RnB algéro-canadienne Zaho extrait de l'album Dima. Il s'agit du quatrième et dernier single de l'album sorti le 16 mars 2009. La chanson a été écrite et composée par Zaho et Phil Greiss, également producteur de l'album. Le clip vidéo sorti le 17 octobre 2009 sur YouTube a été vue plus de 52 millions de fois.

## Liste des pistes
- Téléchargement digital[1]

1. Je te promets (Edit radio) – 3:50

- Téléchargement digital - Remix[4]

1. Je te promets (Down Lo Remix) – 3:17

## Classement hebdomadaire
| Classement (2009-2013)          | Meilleure position |
| ------------------------------- | ------------------ |
| France (SNEP)                   | 74                 |
| France (SNEP Téléchargement)    | 5                  |
| Belgique (Wallonie Ultratip 50) | 18                 |

## Historique de sortie
| Pays   | Date            | Format                         | Label |
| ------ | --------------- | ------------------------------ | ----- |
| France | 16 mars 2009    | Téléchargement digital         | EMI   |
| France | 31 juillet 2009 | Téléchargement digital - Remix | EMI   |
| France | 24 août 2009    | CD single                      | EMI   |

## Reprises
Le rappeur Kalash sort une reprise du morceau lors de la reedition de son album Tombolo en novembre 2022, le titre s’intitule Silencieux. En décembre 2023, les rappeurs Kerchak et Ziak l'utilisent comme sample pour T’aimerais qui est le 2ème extrait de Saison 2, la deuxième mixtape de Kerchak.